# Premier congrès des peuples d'Orient
Le premier congrès des peuples d'Orient (aussi appelé congrès de Bakou) est un sommet qui se tint du 1er au 8 septembre 1920 dans la ville de Bakou. Réuni par l'Internationale communiste, il rassembla environ 2 000 délégués de différents peuples d'Orient.

## Contexte

### La réunion d'un Congrès des peuples de l'Orient
En novembre 1917, les bolcheviks se sont emparés du pouvoir en Russie, mais trois ans de guerre civile et plusieurs échecs des révolutions communistes (en Hongrie et en Allemagne notamment) ont fragilisé le régime. Pour le consolider, les dirigeants soviétiques prennent la décision d'étendre la « révolution » à l'Orient. Après avoir mobilisé des participants essentiellement européens à Moscou pendant les mois de juillet et d'août 1920, le président de l'Internationale communiste, Grigori Zinoviev, appelle la « deuxième moitié du congrès de l'Internationale » à se réunir à Bakou.

« Il se tint à une époque et dans un lieu où s'affrontaient les intérêts des nationalistes et des révolutionnaires orientaux, des peuples du Caucase, de l'Iran et d'Anatolie, des Alliés sortis victorieux de la Première Guerre mondiale et du pouvoir soviétique. »

### Le choix du lieu de réunion
La ville de Bakou relève d'un choix stratégique : elle se trouve en Azerbaïdjan, une province de l'ancien Empire russe devenue indépendante en 1918. « Bakou avait été choisi comme capitale d'une république qui se trouvait au croisement entre la Russie et l'Orient ». Grâce à ses ressources pétrolières, la ville avait nouvellement acquis une puissance industrielle. C'est aussi le seul pays d'Asie centrale avec un passé communiste, le « seul pays musulman à avoir eu un parti communiste et des militants locaux avant 1917 ». En 1920, le siège du gouvernement bolchevik de la République démocratique d'Azerbaïdjan, déménage de Gandja à Bakou, même si le pouvoir bolchevik reste menacé par les troupes anti-bolcheviques sous le commandement de Piotr Wrangel jusqu'en novembre 1920.

### Une propagande intense
Un grand travail de propagande est mené, des meetings sont organisés au cours desquels les responsables communistes expliquent l'importance du Congrès et celle d'y envoyer des délégués. La convocation distribuée lors du premier congrès expliquait aux « ouvriers et paysans du Proche-Orient qu'il leur fallait s'organiser, s'armer, s'allier à l'Armée rouge pour défier les capitalistes français, anglais et américains et se libérer de leurs oppresseurs ».
En aval aussi, le congrès de Bakou est largement exploité par la propagande soviétique, auprès de certains intellectuels aussi, comme en témoigne H.G. Wells : « On nous montra un film en cinq parties consacré à la conférence de Bakou ».

## Participants

### Regroupement selon l'appartenance ethnique
Le congrès réunit un nombre très important de délégués, dont beaucoup issus de nombreuses nationalités d'Orient. « C'était, et de loin, le plus grand rassemblement jamais organisé par l'Internationale communiste : 2 850 délégués, dont 235 turcs, 192 Persans et Parsis, 157 Arméniens, 100 Géorgiens, huit Chinois, huit Kurdes, trois Arabes, des Caucasiens divers, quinze Indiens, des Coréens », écrit Pierre Broué. La répartition selon les nationalités d'Orient est donc assez inégale. L'Azerbaïdjan notamment était surreprésenté : il « comptait 496 délégués, ce qui indique l'influence qu'on voulait lui voir jouer ».
Étaient aussi présents certains Occidentaux, qui venaient directement de Moscou, où ils avaient assisté au IIe congrès de l'Internationale communiste, notamment John Reed ou Bela Kun, ou encore Grigori Zinoniev (qui en sera le président), Radek, Tom Quelch, Jansen, Alfred Rosmer. Rosmer est accompagné de deux autres Français, Dèlanières et Reboul.

### Regroupement selon l'appartenance politique
Si l'intention du Congrès se veut indépendant de toute couleur politique (« Nous ne vous réclamons aucun passeport politique » rappelle Zinoniev à l’ouverture du congrès), une grande majorité des délégués étaient affiliés à des partis communistes (1 273 communistes). Aux côtés des communistes sont présents des combattants nationalistes, comme Ryskoulov et surtout Narboutebakov, porte-parole des non-communistes.

### Les «groupes de délégués»
Édith Ybert-Chabrier regroupe les participants selon cinq catégories.

#### Lesmercantis
Il s'agit d'individus mus par des fins qui ne sont pas, à proprement parler, en rapport avec les thèmes du congrès : principalement des hommes motivés par des fins marchandes qui se rendent à Bakou dans l'espoir de vendre leur production locale et de faire des affaires.

#### Les musulmans de Russie et d'Asie centrale
La majorité des congressistes est de confession musulmane. Parmi les musulmans, beaucoup sont russes, mais partagent de manière générale les mêmes revendications que les musulmans des autres nationalités. C'est le groupe « le mieux organisé, le seul qui s'opposa avec fermeté aux propositions des responsables du Komintern ». Mais ce n'est pas encore au moment du congrès que ces délégués vont rompre avec l'orientation bolchevik.
Les communistes musulmans présents à Bakou ont en effet une vision singulière de révolution « nourrie de leur expérience révolutionnaire en territoire impérial russe […]. La révolution en Orient doit être spécifique, nationale ».

#### Les délégations de Transcaucasie
Les délégués de Transcaucasie sont sur-représentés (par rapport à leur population) ; c'est le cas de l'Arménie, par exemple, le cas plus emblématique de « l'organisation communiste de Lori » avec ses 17 délégués. En effet, il s'agit d'insister sur les « points d'appui de la présence bolchévique » où le communisme s'est déjà implanté pour impulser un élan communiste vers le reste de l'Orient.

#### Les délégués orientaux étrangers
Ils viennent surtout de Turquie, de Chine et de Corée, mais une place très faible leur est accordée. Les Turcs, qui « sont les seuls qui purent exprimer des points de vue des groupes politiques qu'ils représentaient », n'étaient cependant pas habilités par leur gouvernement à prendre des décisions au nom du pays. Ils ne servaient qu'à transmettre l'information.

#### Les représentants de l'Internationale communiste
Contrairement aux délégués orientaux, bien qu'ils soient peu nombreux, ils occupent une place importante et s'attribuent des « charges honorifiques » (président, président d'honneur, membres d'honneur) lors du Congrès. Tandis que « Béla Kun, Zinoviev et Radek représentaient l'Internationale, les autres, les partis de pays possédants des colonies » : « Tom Quelsch pour l'Empire britannique, Alfred Rosmer pour la France, Jansen pour les Pays-Bas et John Reed pour les États-Unis ».

### Résumé des participants par origine
| Origine     | Participants |
| ----------- | ------------ |
| Turcs       | 235          |
| Persans     | 192          |
| Arméniens   | 157          |
| Russes      | 104          |
| Géorgiens   | 100          |
| Tchétchènes | 82           |
| Tadjiks     | 61           |
| Kirghizes   | 47           |
| Juifs       | 41           |
| Turkmènes   | 35           |
| Koumyks     | 33           |
| Lezghiens   | 25           |
| Ossètes     | 17           |
| Ouzbeks     | 15           |
| Indiens     | 14           |
| Ingouches   | 13           |
| Jamshidis   | 12           |
| Hazaras     | 11           |
| Sartes      | 10           |
| Kabardes    | 9            |
| Chinois     | 8            |
| Kurdes      | 8            |
| Avars       | 7            |
| Polonais    | 5            |
| Hongrois    | 3            |
| Allemands   | 3            |
| Kalmouks    | 3            |
| Coréens     | 3            |
| Arabes      | 3            |
| Tekkés      | 2            |
| Abkhazes    | 2            |
| Bachkirs    | 1            |
| Ukrainiens  | 1            |
| Croates     | 1            |
| Tchèques    | 1            |
| Lettons     | 1            |
| Total       | 1 275        |

## Les thèmes abordés lors du Congrès

### La poursuite de la Révolution
Ce congrès est d'abord un appel pour étendre la révolution d'Octobre à l'Orient. Cela se présente d'autant plus comme une nécessité que les tentatives révolutionnaires ont échoué en Occident (exécution des leaders spartakistes en Allemagne, répression de Bela Kun en Hongrie). Cependant, dès le début, les dirigeants abandonnent un discours « trop dogmatique […] et mettent au contraire l'accent sur les sentiments nationaux et religieux ».

### La décolonisation et la question des nationalismes
Ce congrès a pour but d'être « une condamnation sans appel de l’impérialisme » occidental et, pour Lénine, les peuples colonisés devaient avoir un rôle prépondérant dans le renversement des capitalismes. Le sentiment national est flatté lors des interventions soviétiques au congrès. Dans son discours de clôture, Zinoviev propose ainsi de modifier le Manifeste du Parti communiste de Karl Marx en y modifiant la célèbre phrase « Prolétaires de tous les pays, unissez-vous ! » par un ajout : 

« Prolétaires de tous les pays, opprimés du monde entier, unissez-vous ! »

Le Français Alfred Rosmer y dénonce aussi l'hypocrisie de l'impérialisme : 

« Au moment où éclata la guerre mondiale, les dirigeants, de France et d’Angleterre, et leurs valets de la presse, assuraient que cette conflagration universelle porterait la liberté aux peuples qu’opprimait l’Allemagne barbare. Mais s’il s’agissait de libérer des peuples opprimés, […] pourquoi ces grandes puissances n’ont-elles pas commencé par donner la liberté aux peuples qu’elles oppriment elles-mêmes ? »

### La question musulmane
Presque les trois quarts des délégués orientaux venaient des terres musulmanes de la Russie ; or ces communistes musulmans ont une vision singulière de la « révolution », ayant déjà fait une expérience révolutionnaire sous l’impérialisme russe. Ainsi, pour Sultan-Galiev, membre de la hiérarchie communiste centrale, « on accèderait à la société communiste en terre d’Islam par la révolution nationale et le « djihad », par la lutte contre les impérialistes et la formation d’une élite bourgeoise, prélude à une lutte des classes qui porterait le communisme au pouvoir ».
L'appel à la « guerre sainte » est reçu avec beaucoup d'enthousiasme par l'ensemble des congressistes « électrisés ».

### L'émancipation de la femme
Ce congrès est également la scène de revendications féministes ; il y a en effet 55 femmes qui assistent à la conférence, et trois étaient membres du bureau.

Une Turque, Najiye Hanum, représentante des femmes, présenta donc les principales de ces revendications : 

« Le mouvement que commencent à l’heure qu’il est les femmes de l’Orient, ne doit pas être considéré du point de vue de ces féministes légères pour qui le rôle de la femme, dans la vie publique, est celui d’une plante délicate ou d’un joujou élégant […]. Les femmes de l’Orient ne luttent pas seulement pour le droit de sortir sans voile […]. Si les femmes, qui forment la moitié de l’humanité, restent les adversaires des hommes, si on ne leur accorde pas l’égalité des droits, le progrès de la société humaine est évidemment impossible ; l’état arriéré de la société orientale en est une preuve irrécusable.
Camarades, soyez-en sûrs, tous les efforts et toute la peine que vous dépenserez pour réaliser les formes nouvelles de la vie sociale, toutes vos aspirations, quelques sincères qu’elles soient, resteront stériles, si vous ne faites appel à la femme qui sera votre compagne, votre aide véritable dans vos travaux […]. »

— Najiye Hanum
Ces femmes revendiquent principalement cinq grands principes : la complète égalité des droits entre hommes et femmes, le droit à l’instruction générale et à la formation professionnelle au même titre que leurs congénères masculins, l’égalité dans le mariage et l’abolition de la polygamie, mais aussi l’égalité en termes d’admissibilité aux postes administratifs et législatifs, et enfin l’organisation, au sein des villes et des villages, de comités visant à défendre et protéger les droits de la femme.
Faute de temps, d’autres questions n’ont pas été traitées. Des documents sur la Palestine et le sionisme ont été présentés au congrès, mais n’ont pas pu être discutés.

## Critiques et débats autour de l'effectivité du congrès
Différents reproches furent faits à l’encontre du congrès.

### Une organisation peu démocratique
Tout d’abord, le choix des différents délégués semble avoir été parfois fortuit, la nomination des délégués ne procédant pas systématiquement d'un processus démocratique. En effet, le contexte agité dans certaines zones concernées a rendu difficile l'organisation d’élections. Il arrive ainsi, de fait, que certains délégués « furent contraints par le parti communiste persan et l'Armée rouge à se rendre à Bakou ». C'est le cas notamment de certains intellectuels iraniens.
Par ailleurs, les différents groupes ethniques furent très inégalement représentés ; alors qu'une marge de critique assez importante est laissée aux délégués musulmans de Russie, notamment concernant la remise en cause de l'impérialisme russe, les revendications des délégués orientaux étrangers sont sous-évaluées et n'apparaissent pas dans le compte rendu sténographique de la conférence.

### Les contraintes pratiques
Des soucis d'ordre pratique furent invoqués pour expliquer l'échec relatif du congrès comme « d'énormes difficultés de traduction qui rendent difficiles les discussions et les débats d'idées ». Le temps était limité et les besoins de traduction énormes ; la grande majorité des délégués n’eurent en fait pas le temps de s’exprimer et les décisions véritablement démocratiques furent de ce fait assez rares.

### «Le cirque Zinoviev»[22]
John Reed, journaliste américain auteur de Dix jours qui ébranlèrent le monde (1919), leader du Communist Labor Party, parle de « démagogie et de l’ostentation qui avaient caractérisé le congrès de Bakou. » Il était pourtant l’un des fervents participants au congrès et y prit la parole.
M. N. Roy, responsable communiste indien, refusa de participer au congrès, dénonçant ses allures de « parades propagandistes ».

### Des avancées mitigées
S'il fut créé un conseil de propagande et d’action comptant à son actif 35 communistes et 13 sans-parti et des partis communistes en Turquie (1920), en Iran (1920) et en Chine, les résultats immédiats restèrent assez minces ; il n’y eut pas dans les mois qui suivirent, de soulèvements assez importants pour inquiéter et occuper sérieusement les puissances impérialistes. Le Congrès ne fit sentir ses effets que plus tard ; il fallait du temps pour que les débats et les résolutions portent leurs fruits, pour rassembler assez de forces conscientes pour organiser la lutte.
Par ailleurs, le congrès de Bakou reste un symbole : il est le premier rendez-vous de révolutionnaires orientaux au niveau international, rassemblant des représentants de tous horizons, de race, de religion, de pays différents, réunis pour la même cause révolutionnaire en restant tout de même fidèles à leurs propres particularités. Il constitue également une étape importante dans le développement de la IIIe Internationale.
Contrairement à ce qu’avançait un historien de l'Internationale communiste, le congrès de Bakou ne constitue pas un « fait historique colossal ». Mais plusieurs courants historiographiques le situent néanmoins comme « le début d'un long développement, d'un tournant dans l'histoire de l'Orient en particulier et d'un mouvement des nationalités qui prenait historiquement appui sur la révolution russe ».